# Bataille de Martignas
Guerre de Cent Ans
Batailles
La bataille de Martignas (parfois connue sous le nom de massacre de la journée manquée) est un accrochage entre les forces anglaises et françaises à l’ouest de Bordeaux le 25 juin 1453, soit quelques mois avant la fin de la guerre de Cent Ans. 
La cavalerie du comte de Clermont et du comte de Foix y taille en pièces les archers de l’arrière-garde du connétable Talbot, épuisés par une marche forcée.

## Contexte
En ce début d’été 1453, les possessions anglaises en France sont réduites à quelques villes et régions d’Aquitaine. Le roi d’Angleterre a dépêché sur place le vieux baron Talbot et son fils pour commander son armée. Les troupes françaises, aux ordres de Jean II de Bourbon, comte de Clermont, de Gaston IV de Foix-Béarn, comte de Foix et de Joachim Rouault, sillonnent le Bazadais et le Médoc, ne rencontrant que peu de résistance. Plus au nord après une semaine de combat, la ville de Chalais est tombée le 21 juin aux mains de Joachim Rouault : les Anglais se sont repliés dans Bordeaux, que Talbot a repris aux Français en octobre.

## Le rendez-vous
Le 21 juin, de Bordeaux, l’amiral Talbot propose au comte de Clermont une « journée », c’est-à-dire une bataille en champ clos de nature à éviter les dommages à la population civile. Le lieu de la rencontre est fixé à Martignas, un village situé à une quinzaine de kilomètres à vol d’oiseau à l’ouest de Bordeaux.
Clermont arrive aux abords de Martignas le 24 juin et comme convenu y attend son adversaire.
Le 25 juin Talbot quitte Bordeaux à la tête d'une armée de six à sept mille hommes, promettant de ramener le comte français prisonnier. Il se présente au village, y fait paître ses chevaux et reposer ses hommes pendant deux heures, puis décide de faire demi-tour en toute hâte. Ses éclaireurs ont-ils détecté que l’armée de Clermont était plus importante qu’il ne pensait ? Que les troupes du comte de Foix notamment l’avaient rejointe, ?

## La fuite
Informés que Talbot se replie à marche forcée vers Bordeaux, les deux comtes lancent leur cavalerie à sa poursuite. À mi-chemin, les Français s’abattent sur une arrière-garde de cinq ou six cents archers anglais harassés et les exterminent. Talbot et le reste de l’armée anglaise se sont quant à eux déjà mis en sécurité derrière les murailles de la ville.

## Localisation
Les sources, qui évoquent une distance de « deux lieues » (soit 6,5 kilomètres) à l’est de Martignas, et la toponymie coïncidente (lieu-dit « Les Boucheries ») permettent de situer avec une confiance raisonnable le lieu de l’affrontement à la limite des actuelles communes du Haillan et de Mérignac (44°51'N -  0°41'15"O).
Cette bataille ne doit pas être confondue avec la bataille de la Male Jornade, survenue trois ans auparavant également sur l’actuelle commune du Haillan.

## Conséquences
Moins d’un mois plus tard, le 17 juillet à Castillon, Talbot charge le camp retranché de l’artillerie française. Son cheval est abattu par un boulet de canon. Un archer français  l’achève d’un coup de hache. Son fils est tué à ses côtés, et avec eux la moitié des 10 000 Anglais engagés.